# Simopsis
Simopsis là một chi bọ cánh cứng trong họ Chrysomelidae.
Chi này được miêu tả khoa học năm 1966 bởi Blake.

## Các loài
Chi này gồm các loài:
- Simopsis neobroticoides Blake, 1966